# 1951 у хокеї з шайбою

Нижче наведені хокейні події 1951 року у всьому світі.

## Чемпіонат світу
На чемпіонаті світу в Парижі золоті нагороди здобула збірна Канади («Летбрідж Мейпл Ліфс»).
Підсумкові місця:
1. Канада
2. Швеція (чемпіон Європи)
3. Швейцарія
4. Норвегія
5. Велика Британія
6. США
7. Фінляндія
8. Італія
9. Франція
10. Нідерланди
11. Австрія
12. Бельгія
13. Югославія

## НХЛ
Шість клубів брали участь у регулярному чемпіонаті НХЛ 1950/51.
У фіналі кубка Стенлі «Торонто Мейпл-Ліфс» переміг «Монреаль Канадієнс».
|  | Півфінали            | Півфінали            |   |  | Фінал                | Фінал |  |
|  |                      |                      |   |  |                      |       |  |
|  |                      |                      |   |  |                      |       |  |
|  | «Детройт Ред-Вінгс»  | 2                    |   |  |                      |       |  |
|  | «Монреаль Канадієнс» | 4                    |   |  |                      |       |  |
|  |                      |                      |   |  |                      |       |  |
|  |                      |                      |   |  |                      |       |  |
|  |                      |                      |   |  | «Монреаль Канадієнс» | 1     |  |
|  |                      | «Торонто Мейпл-Ліфс» | 4 |  |                      |       |  |
|  |                      |                      |   |  |                      |       |  |
|  |                      |                      |   |  |                      |       |  |
|  |                      |                      |   |  |                      |       |  |
|  |                      |                      |   |  |                      |       |  |
|  | «Торонто Мейпл-Ліфс» | 4                    |   |  |                      |       |  |
|  | «Бостон Брюїнс»      | 1                    |   |  |                      |       |  |

## Національні чемпіони
- Австрія: «Вінер ЕГ» (Відень)
- Італія: «Інтер Мілан»
- НДР: «Динамо» (Вайсвассер)
- Норвегія: «Фурусет» (Осло)
- Польща: «Легія» (Варшава)
- Румунія: «Локомотив» (Тиргу-Муреш)
- СРСР: ВПС (Москва)
- Угорщина: «Ференцварош» (Будапешт)
- Фінляндія: «Ільвес» (Тампере)
- Франція: «Расінг» (Париж)
- ФРН: «Пройссен» (Крефельд)
- Чехословаччина: «Чеське Будейовіце»
- Швейцарія: «Ароза»
- Швеція: «Гаммарбю» (Стокгольм)
- Югославія: «Партизан» (Белград)

## Переможці міжнародних турнірів
- Кубок Шпенглера: «Давос» (Швейцарія)
- Кубок Татр: «Спартак Соколово» (Прага, Чехословаччина)

## Народились
- 3 червня — Олександр Бодунов, радянський хокеїст. Чемпіон світу.
- 11 липня — В'ячеслав Анісін, радянський хокеїст. Чемпіон світу.
- 6 серпня — Франтішек Каберле, чехословацький хокеїст. Чемпіон світу.
- 11 вересня — Мирослав Дворжак, чехословацький хокеїст. Чемпіон світу.
- 23 вересня — Мілан Новий, чехословацький хокеїст. Чемпіон світу. Член зали слави ІІХФ.
- 4 грудня — Володимир Андрєєв, гравець київського «Сокола».